# Nicholas Hilliard
Nicholas Hilliard (más írásmódban Hillyard; Exeter, 1547 körül – London, 1619. január 7.) az angol miniatúrafestészet híres képviselője, arcképfestő, aranyműves, udvari festő. Hilliard az első 16. századbeli angol festőművész, akinek életéről számottevő dokumentummal rendelkezünk. Stílusára az ifj. Holbein hatott, ő maga pedig Isaac Oliverre volt hatással. Nagyrészt miniatúrákat festett I. Erzsébet és I. Jakab udvarának tagjairól, de legalább két nagyobb portrét készített a királynőről is, akinek udvarában élt. 1577-ben festett önarcképével az elsők közé tartozik ebben a sajátos műfajban. Kiváló mester volt, jeles tanítványokat nevelt a miniatúrafestészet terén, köztük a francia származású Isaac Olivert.
Festményei bemutatják az Erzsébet-kori Anglia képi stílusát. Hilliard a kor kiemelkedő művésze, „az egyetlen angol festő, akinek munkája kifinomult mikrokozmoszában Shakespeare korai műveinek világát idézi”.
Miniatúráinak nagy részét a londoni National Portrait Gallery őrzi, e múzeum földszintjén külön termet biztosítottak a miniatúrafestőknek. Időrendben helyezték el műveiket, de laikus szemlélő számára is hamar kitűnik, hogy Nicholas Hilliard miniatúrái előkelő helyet foglalnak el művészeti színvonaluk alapján.

## Festészete

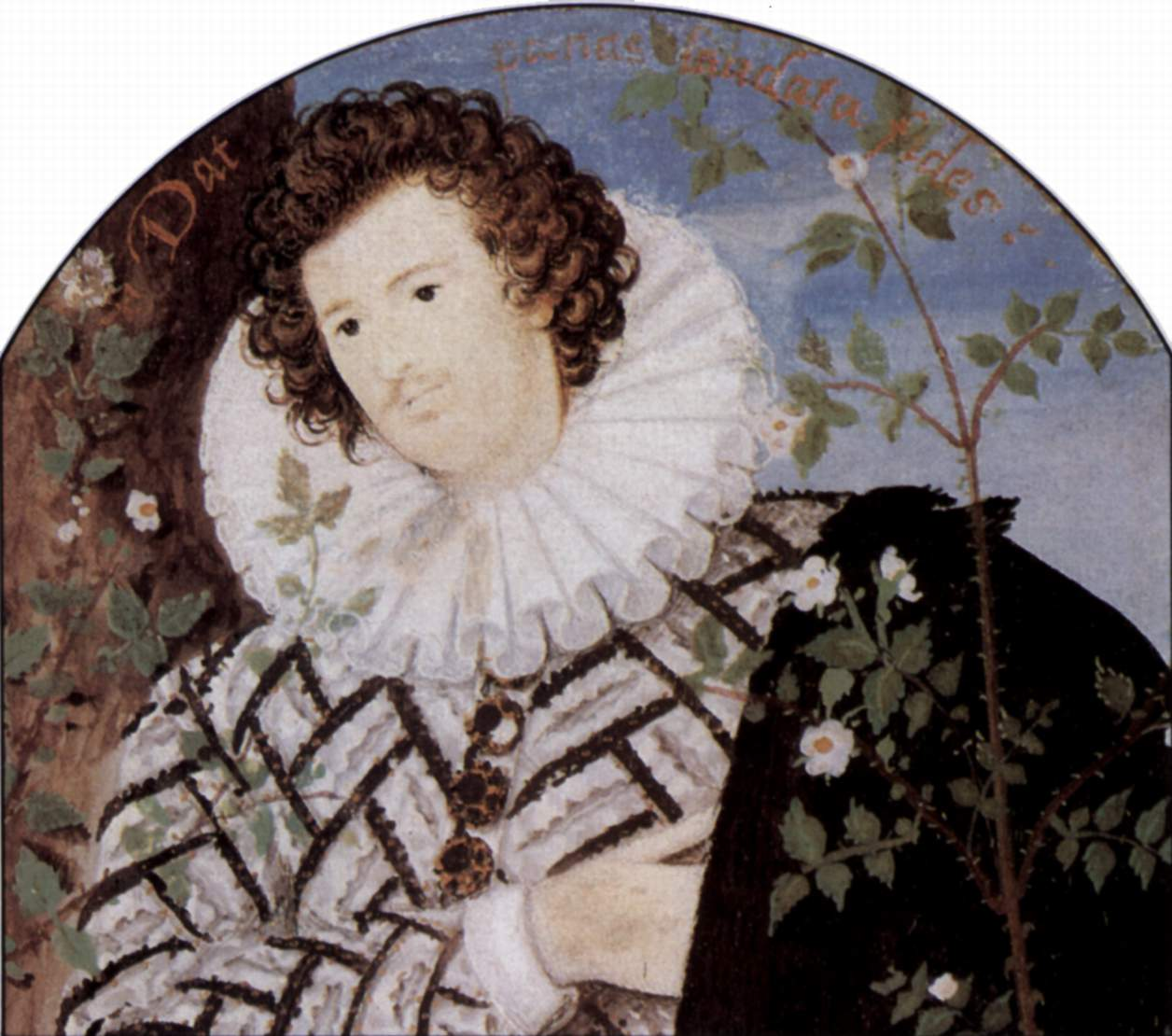
Ifjú férfi vadrózsák közt. Részlet. (A teljes kép megtekintése: Jegyzetek)

A festőművészetnek a reformáció sokat ártott, egy ideig csak a portréfestészet virágozhatott, amelyet az ifj. Holbein biztos alapokra helyezett Angliában. Ennek stílusa is átalakult, az egyszerű, kiegyensúlyozott stílust felváltotta az előkelősködés, az udvari finomkodás divatja. A 16. század második felében egyre erősebben érződött a délről jövő manierista hatás és a perzsa művészet dekoratív stílusa. Tipikus példa erre Hilliard festészetében az Ifjú férfi vadrózsák közt c. kép 1587-ből. Roy Strong véleménye szerint a megrendelő „csaknem bizonyosan” Robert Devereux, Essex 2. grófja
Az Erzsébet-kori nemes ifjú ábrázolása a korabeli portréfestészet egyik legsikerültebb darabja, szinte eszünkbe juttatja Philip Sidney pásztorjátékait vagy Shakespeare komédiáit. E kényes ifjú jobb kezét szívén tartja és könnyedén egy fához támaszkodik, miközben tüskés vadrózsákkal van körülvéve. A kép latin felirata („Dat poenas laudata fides” – Dicséretes hűségem okozza fájdalmam) arra utal, hogy az ifjú megrendelő szíve választottjának szánta a képet. A képnek egy részletét is közöljük, amelyen jobban lehet látni a félkör alakban elhelyezett, vörösesbarna színű latin feliratot. (Még számos képén követhetjük a latin nyelvű feliratokat, köztük Erzsébet királynő, s I. Jakab király portréin). Ebben az időben divat volt ábrázolni, hogy egy fiatal udvarló a viszonzatlan szerelem bánatától szenved. A szonett, a miniatúrafestmény mind egy kifinomult játék kelléke volt, senki sem vette nagyon komolyan, de az ifjú nemességhez tartozók mind ki akartak benne tűnni új variációk, új árnyalatok bevetésével, innen a kép mesterkéltsége, amely mégis találóan tükrözi a kor nemesi köreinek divatját. Nagyon valószínű, hogy egy nemesfémmel díszített kazettában meg is kapta a fiatal hölgy a képet.
Hilliard alapjaiban a reneszánsz portréfestészetet tanulta meg az ifjú Hans Holbeintől, de ahogyan változtak az idők, engedett az új hatásoknak, a perzsa ornamentikának és a manierizmusnak. Finom reneszánsz munkák Erzsébet királynő portréi, de leginkább Walter Raleigh arcképe, e fiatal nemes költő, tudós, s gyarmatra éhes kalandor volt egyszemélyben. I. Jakab portréja már némi manierista mozgalmasságot idéz, csípőre tett kézzel ábrázolja a királyt, a színek is megelevenednek és kivilágosodnak.

## Portréi Erzsébet királynőről

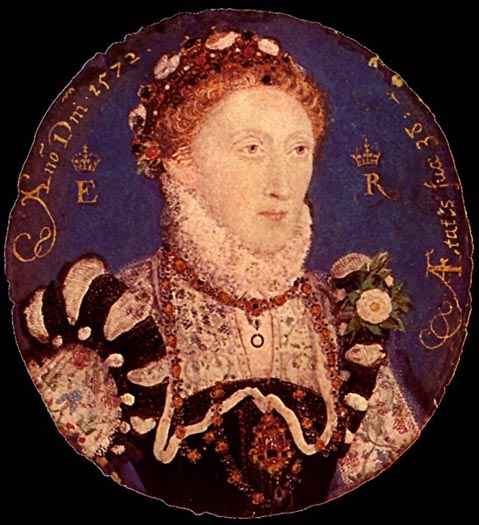
(1572)
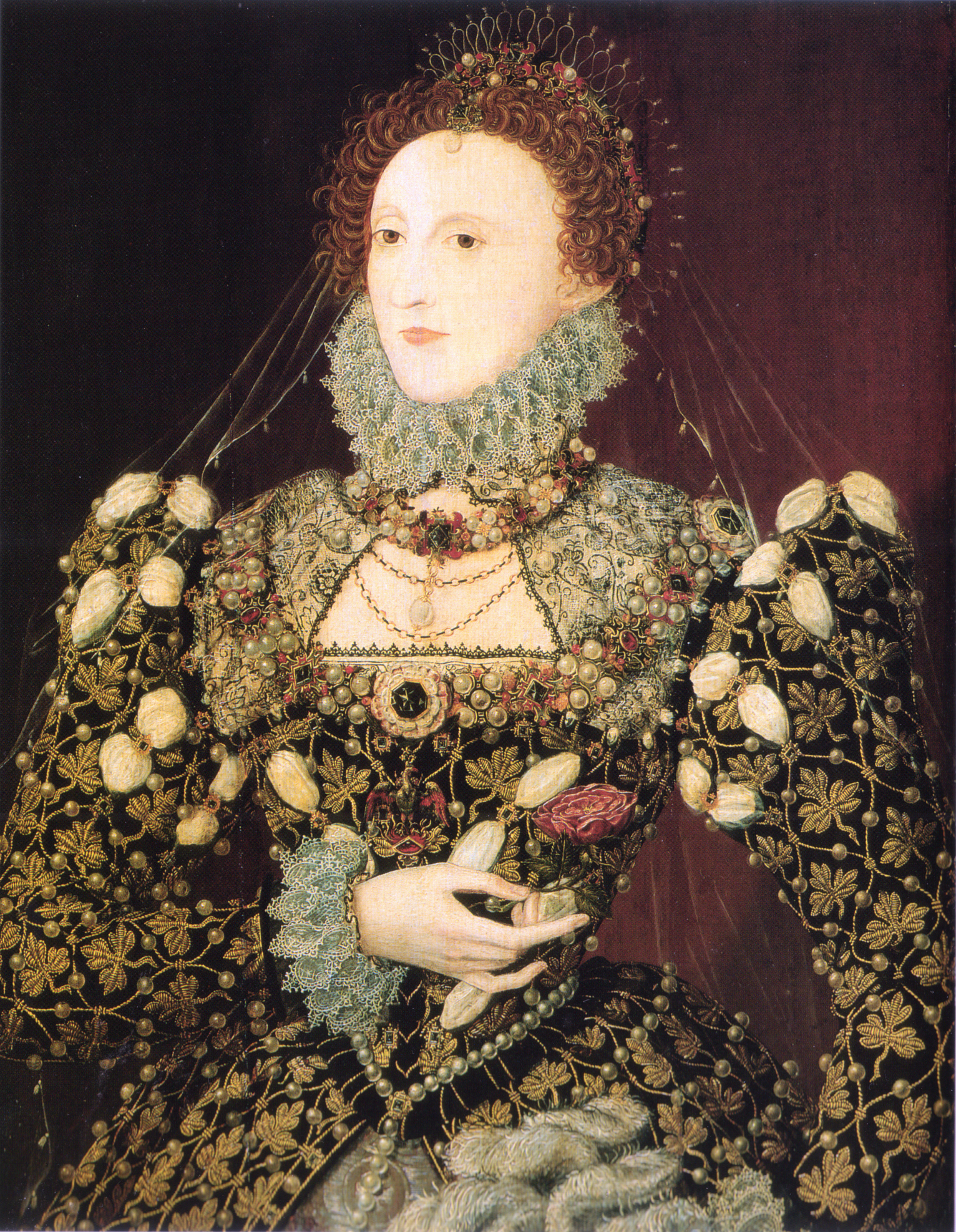
(1575)
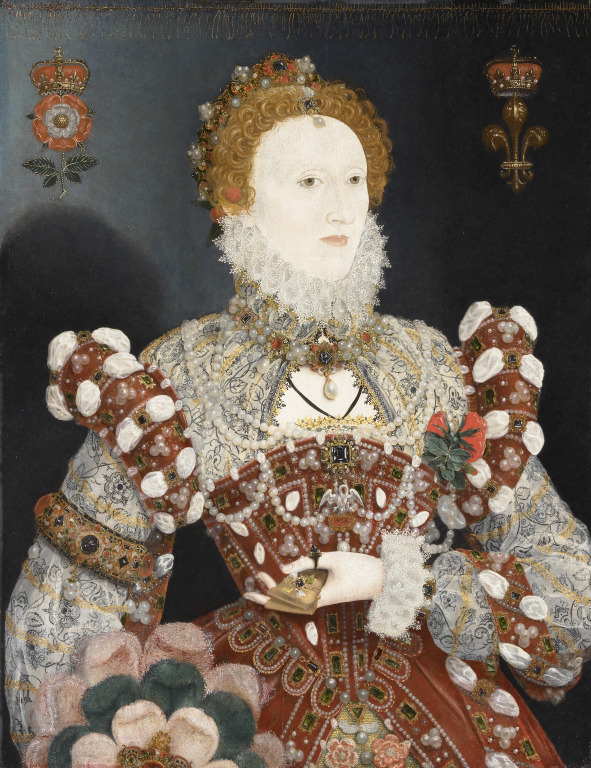
(1575)
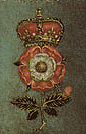
Tudor-rózsa, azaz a Piros rózsa (részlet)

## Gyermek- és ifjúkora
Mind apai, mind pedig anyai ágon „örökölte” az aranyműves mesterséget: apja, Richard Hilliard (Exeter, 1519–1594) protestáns aranyműves volt, aki 1560-ban a seriff tisztségét töltötte be, anyja, Laurence pedig John Wallnak londoni aranyművesnek a lánya volt. Lehetséges, hogy rokona volt Grace Hillier (vagy Hilliar), az amerikai New Haven kolónia alapítójának, Thomas Eatonnek (1590–1657) a felesége. Hilliard fiatalon John Bodleynek, az oxfordi Bibliotheca Bodleiana alapítója apjának háztartásába került. A protestáns Bodley száműzetésbe vonult, amikor a katolikus I. Mária került trónra, és egy feljegyzés szerint 1557. május 8-án az akkor tízéves Hilliard tizedmagával Genfben tartózkodott, ahol Bodleyék egy John Knox által celebrált kálvinista szertartáson vettek részt. A kálvinizmus nem volt hatással rá, de később hasznára vált itt megszerzett francia nyelvtudása. A nála két évvel idősebb Thomas Bodleyt Genf vezető tudósai tanították, de nem tudni, Hilliard milyen mértékben részesült hasonló oktatásban.
Tizenhárom évesen, 1560-ban önarcképet festett magáról, tizennyolc évesen pedig állítólag lefestette Stuart Mária skót királynőt.
1562-től kezdve kitanulta az aranyművességet. Mestere Robert Brandon volt (meghalt 1591-ben), a királynő ékszerésze, aki aranyműves és London városi kamarása volt. Sir Roy Strong szerint ez idő alatt a miniatúrafestést is tanulta, Levina Teerlinctől. Teerlinc annak a Simon Beningnek volt a lánya, akit a flamand kódexillumináció utolsó nagy mesterének tartanak, és aki ifjabb Holbein halála után VIII. Henrik udvari festője lett. A hét év tanonckodás után, 1569-ben a Worshipful Company of Goldsmiths tagja lett. Öccsével, Johnnal alapított műhelyt; egy másik testvére szintén aranyműves volt, a legfiatalabb pedig pap. Hilliard mestere, Brandon lányát, Alice-t (1556–1611) vette el 1576-ban és hét gyermekük született.

## Pályafutása

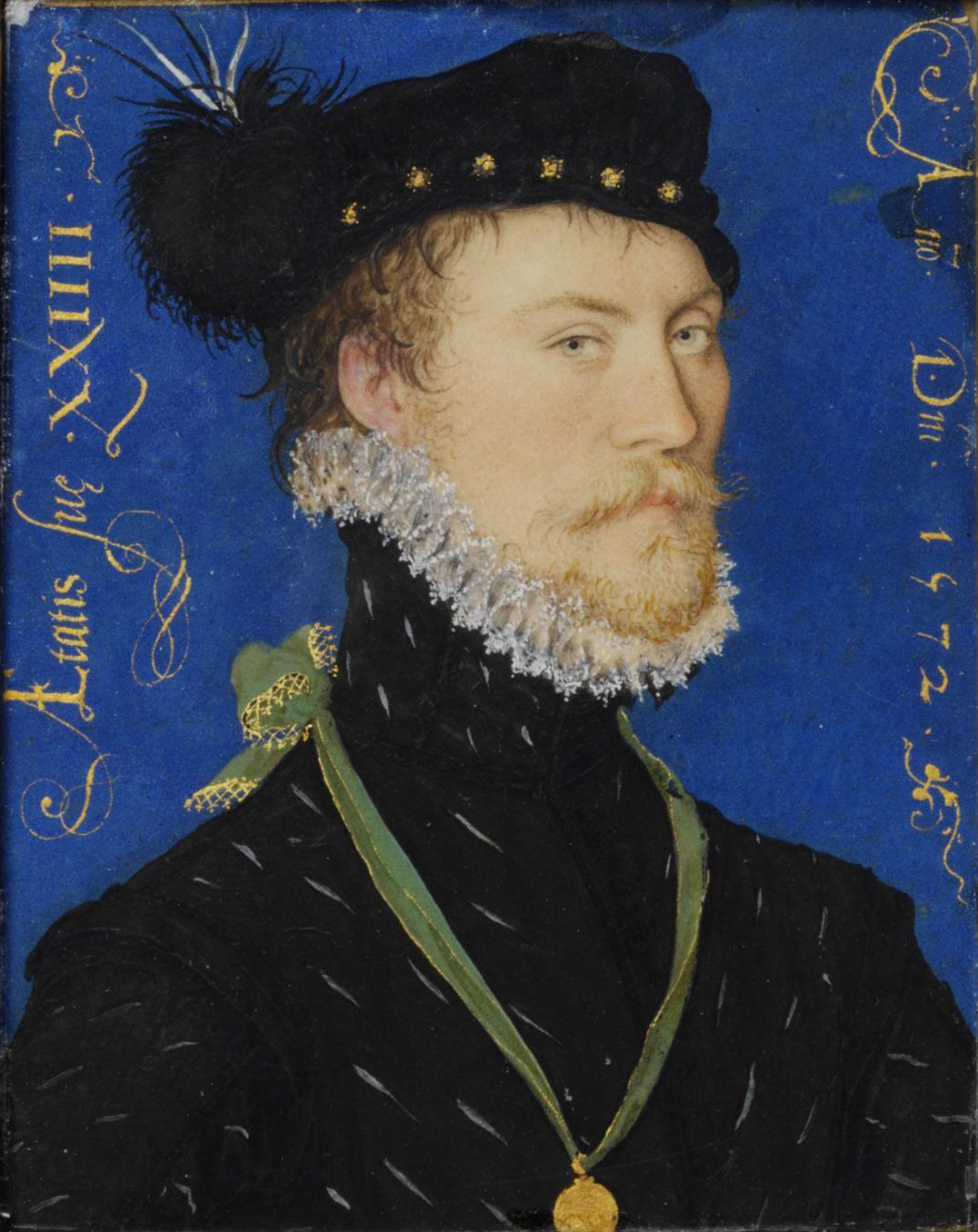
Ismeretlen férfi arcképe (1572)

Hilliard olyan korban fejezte be tanoncéveit, amikor „hallatlan szükség volt” egy új királyi portréfestőre. Ismeretlen időpontban nevezték ki I. Erzsébet miniatúrafestőjének és aranyművesének; első ismert miniatúrája a királynőről 1572-ből származik. Két, neki tulajdonított táblakép, a „főnixes” és a „pelikános” kép 1572 és 1576 közt készülhetett. 1571-ben portrékból álló könyvet készített Robert Dudley, Leicester 1. grófjának, a királynő kegyencének. Valószínűleg ezzel vált közismertté az udvarban. Gyermekei közül többet is Leicesterről vagy annak barátairól nevezett el. A királynő 1573-ban felmentette egy bérelt ingatlan visszaadási kötelezettsége alól „jó, igaz és lojális szolgálatáért.” Magas rangú patrónusai támogatása ellenére 1576-ban a friss házas Hilliard elhagyta Angliát és Franciaországba utazott, hogy bővítse tudását és pénzt gyűjtsön, mint azt a párizsi angol nagykövettel, Sir Amyas Paulettel közölte, akinél az ott töltött idő nagy részében lakott. Itt, Párizsban készített egy miniatúrát a nagykövetséggel kapcsolatban álló Francis Baconról. Hilliard 1578–79-ig maradt Párizsban, elvegyült az udvar művészei közt, találkozott a francia királyné szobrászával, Germain Pilonnal, és festőjével, George of Ghenttel, valamint Ronsard-ral. Talán utóbbitól származik az alábbi kétes értékű bók, amelyet Hilliard később idézett: „a szigetekről ritkán származik ravasz ember, de ha igen, akkor az tökéletesen az.”
Hilliardot 1577-ben említi Erzsébet királynő egyik kérője, Alençon hercege, Nicholas Belliart, peintre anglois-ként. Ebben az évben készült miniatúrája Madame de Sourdis-ről, aki a francia udvarban tartózkodott, valamint egy másik hölgyről, feltehetőleg Madame de Sourdis unokahúgáról, Gabrielle d'Estrées-ről, Condé hercegnőjéről.

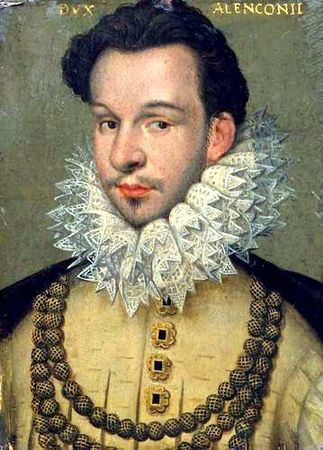
Alençon hercege (1577)

Hilliard állandó anyagi gondokkal küzdött. Egy miniatúra ára 3 font körül forgott (Cornelis Ketel az 1570-es években egy fontért készített el egy fejet és vállakat ábrázoló portrét és ötért egy teljesalakosat). 1599-től 40 font évi járadékot kapott a királynőtől, 1617-ben pedig monopóliumot kapott arra, hogy miniatúrákat és véseteket készítsen I. Jakabról. Erzsébet még visszautasította ez iránti kérelmét 1584-ben, és ugyanebben az évben Hilliard adósságai miatt a Ludgate börtönbe került. Apósa nyilvánvalóan nem bízott abban, hogy képes eltartani családját, mert 1591-ben kelt végrendeletében leányára évjáradékot hagyott, amelyet az aranyművesek társasága fizetett. Szintén 1591-ben, miután elkészítette a Nagy Pecsétet, a királynő hatalmas összeget, 400 fontot adott neki, talán mert tudta, hogy pénzszűkében van. Miután hazatért Franciaországból, Hilliard befektetett egy aranybányába, az üzlet azonban csalásnak bizonyult, a festő még huszonöt évvel később is keserűen emlékezett vissza erre.
Hazatérése után, 1579-től 1613-ig a cheapside-i Gutter Lane-en álló házban élt és dolgozott. 1613-tól fia és tanítványa, Laurence folytatta itt munkásságát évtizedeken át, Hilliard pedig egy pontosan nem ismert helyre költözött St Martin-in-the-Fields-be, amely a város határán kívül, a királyi udvarhoz közelebb terült el. Hilliard műhelyének megnyitását Strong „forradalomként” jellemzi, mert az nagyban kibővítette a megrendelők körét: immár nemcsak az udvar tagjai, hanem a köznemesek, a század végére pedig már a tehetősebb városi kereskedők is festettek magukról miniatúrát.
Az apja stílusát gyengébb minőségben folytató Laurence-en kívül Hilliard tanítványai közé tartoztak még Isaac Oliver, aki mind közül a legjelentősebb, valamint Rowland Lockey. Úgy tűnik, amatőröket is tanított, egy ifjú hölgy, aki 1595-ben fejezte be tanulmányait Londonban, egy levelében azt írja: „Délutánonként egy órát foglalkozom rajzolással… Úrnőm (…) azt mondja, majd ha jobban érzi magát, megnézi, lehetséges-e, hogy Hilliard tanítson, és ha tudja, megpróbálja rávenni.”
Továbbra is dolgozott aranyművesként, és több olyan ékszeres arcképtartó medált is készített, amilyet a kor szokása szerint a nyakukban hordtak. Ilyen volt például a Lyte-ékszer, amelyet I. Jakab ajándékozott egy udvaroncának, Thomas Lyte-nak 1610-ben. Az Armada-ékszer, amelyet Erzsébet ajándékozott Sir Thomas Heneage-nek, és a Drake-medál, amelyet Sir Francis Drake kapott, a legismertebb példák. A királynőt körülvevő kultusz részeként az udvaroncoktól elvárták, hogy a királynő képmását hordják maguknál, legalábbis az udvarban. Erzsébet egész gyűjteménnyel rendelkezett miniatúrákból, amelyeket papírba burkolva őrzött hálószobájában egy szekrényben, közte Leicester egy képmásával, amelynek papírján „az én uram képe” felirat állt.

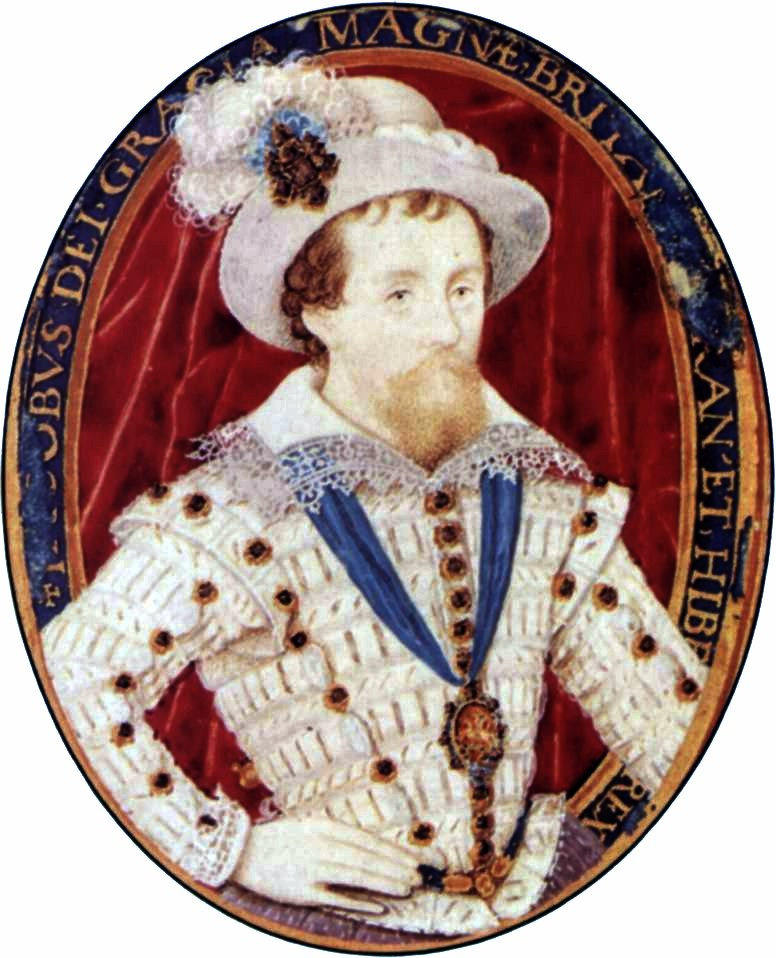
I. Jakab (1603-9)

Udvari miniatúrafestői megbízatásai között illuminált kéziratok festése is szerepelt. Többek közt olyan fontos dokumentumok díszítésére is fölkérték, mint a cambridge-i Emmanuel College alapító okirata (1584). Ezen a trónon ülő Erzsébet látható flamand stílusú reneszánsz keretben. Hilliard könyvekhez is tervezett faragott címoldalakat és könyvgerinceket, némelyik a neve kezdőbetűit viseli.
I. Jakab angol királynál éppolyan nagy kegyben állt, mint Erzsébetnél. 1617. május 5-én a király tizenkét évre szóló monopóliumot adott neki vésett királyi portrékra. Ilyeneket már egy ideje készített Hilliard, bár magát a vésést valószínűleg Renold Elstrack bevándorló készítette el. Jakabtól sokkal több megrendelés érkezett, mint korábban Erzsébettől, és ez a Hilliard-műhelyben végzett munka minőségére is hatással volt. Amikor Rutland grófja visszatért dániai diplomáciai küldetéséről, kíséretének tizenhat tagja aranyláncot kapott a királyt ábrázoló medállal, mások pedig a király arcképét kapták.
Hogy kortársai milyen nagyra tartották Hilliardot, azt John Donne is tanúsítja: The Storm („A vihar”, 1597) című versében méltatja a művészt. Hilliard 1619. január 3. körül halt meg, temetése január 7-én volt a westminsteri St Martin-in-the-Fields templomban. Végrendeletében húsz shillinget hagyott az egyházkerület szegényeire, harmincat két lánytestvérére, pár tárgyat szolgálóleányára, a többi vagyonát fiára, Lawrence Hilliardra.
Műveinek legnagyobb gyűjteményét a londoni Victoria and Albert Museum őrzi, néhányat pedig a Nemzeti Portrégaléria. Legtöbb műve Angliában maradt fenn. Tárolásuknak köszönhetően nagy részük jó állapotban és restaurálásukra sem volt szükség, bár helyenként fakult a festék és oxidálódott az ezüstbevonat.

## Stílusa

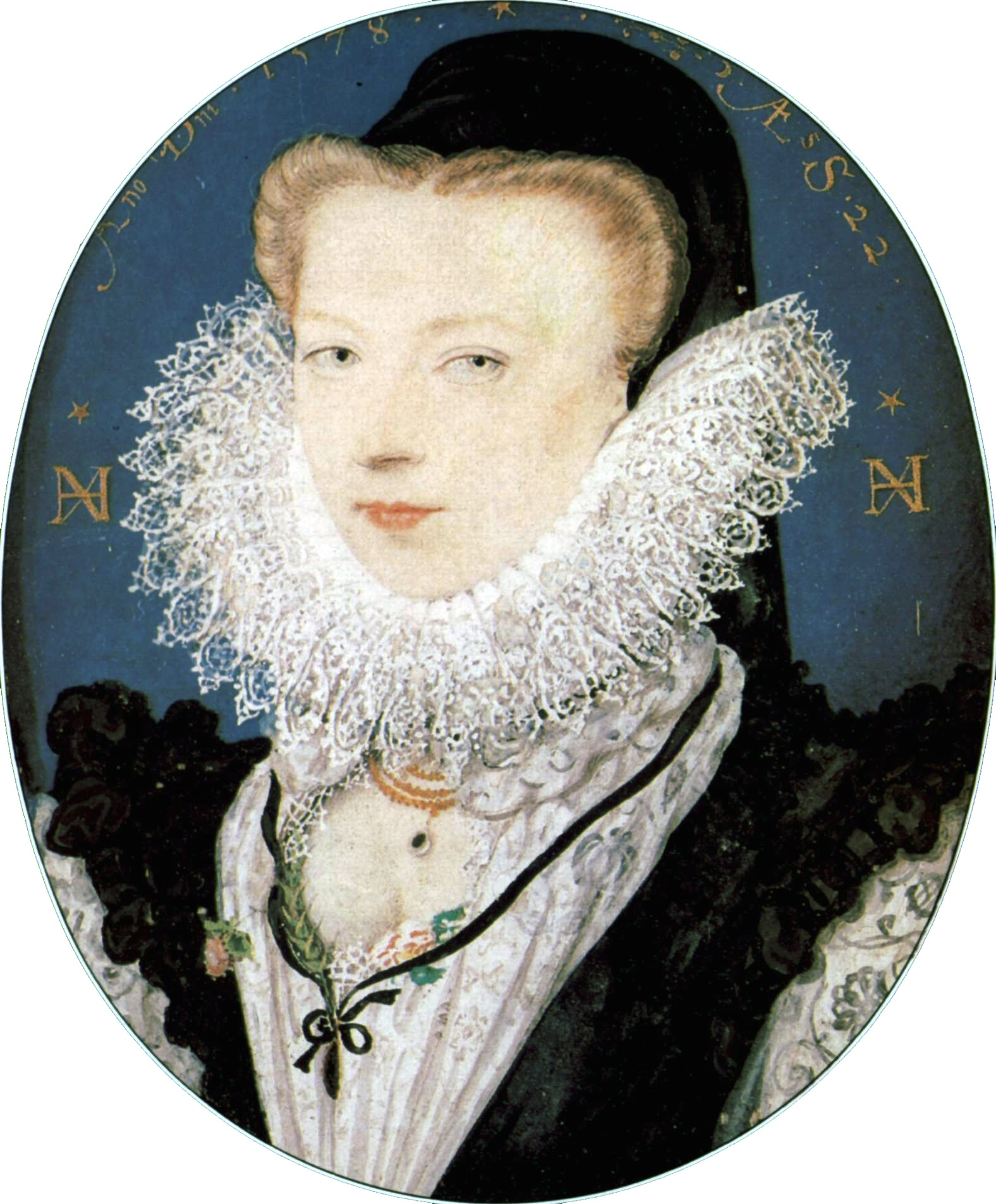
Hilliard felesége, Alice. Példa a francia hatásra Hilliard művészetében. 1578

A ma The Art of Limning (A miniatúrafestés művészete) címmel ismert értekezését (c. 1600) a Bibliotheca Bodleiana őrzi. Az értekezést korábban John de Critznek tulajdonították, aki I. Jakab udvari festője volt, de az újabb kutatások Hilliard szerzőségét valószínűsítik. A könyvben említett művészek: ifj. Hans Holbein, VIII. Henrik udvari festője, és Albrecht Dürer, akit Hilliard valószínűleg csak műveiből ismert. Mindketten meghaltak már Hilliard születése előtt. Hilliard több szempontból konzervatívabb még Holbeinnél is. Sokat tanult a francia művészetből, különösen a krétarajzok tekintetében, és megemlíti Gian Paolo Lomazzo művészt, elméleti szakírót. Hilliard művészete nagyban eltér az ebben az időben élt olasz mesterek korai barokk stílusától, ahogy kortársáétól, El Grecóétól (1541–1614) is.
Művében arra int, hogy a művész csak minimális mértékben használja a sötét-világos kontrasztot, amelyet gyakran látni képein. Ezzel patrónája, Erzsébet királynő véleményét visszhangozta. „Látván, hogy ahhoz, hogy legjobban mutassa magát, az embernek nem árnyékra van szüksége, hanem nyílt fényre… Őfelsége emiatt egy kert nyílt ösvényén ült modellt, ahol nem állt a közelben fa, semmi nem vetett árnyékot.”
Hangsúlyozza, hogy a művésznek el kell kapnia az arckifejezésben „azt, ahol megjelennek az érzelmek”, a „bölcs rajzolónak” figyelnie kell és „elkapnia ezeket a bájos rezdüléseket, finom mosolyokat, azokat a lopott pillantásokat, melyek gyorsan eltűnnek, mint a villámlás, és helyüket másik veszi át”. Úgy dolgozott (kivéve a királyi arcképek másolásakor), hogy az egész arcot a modell jelenlétében festette le, ehhez valószínűleg legalább két alkalomra volt szüksége. Pár, a bőrszín különböző árnyalataira festett üres táblát mindig készenlétben tartott, hogy időt takarítson meg az alapoknál. Ezután „ceruzával” – valójában nagyon vékony végű mókusszőr ecsettel – felvázolta az arc vonásait, majd finom vonalkákkal kitöltötte. Az elérhető technikákon fejlesztett, különösen a ruhák és ékszerek festésénél: gyakorta kihasználta a vastag festékpöttyök vetette árnyékot, hogy a gyöngyöket és csipkét háromdimenziósnak érzékeltesse. Néhány befejezetlen miniatúráján jól láthatóak módszerei. Rajzot valószínűleg csak keveset készített, legalábbis kevés maradt fenn.
Stílusa az 1570-es évek után kevés fejlődést mutat, leszámítva a technika finomodását. Az I. Jakabról és családjáról készített képeinek minősége alatta marad a korábbiaknak. Jakab nem szeretett modellt ülni, Hilliardnak valószínűleg kevés alkalma nyílt lefesteni. Az 1590-es évektől versenytársa akadt régi tanítványa, Isaac Oliver személyében, akit 1604-ben kineveztek az új királyné, Dániai Anna, majd az 1610-ben saját udvartartást felállító Henrik herceg festőjének. Oliver külföldi utazásai során modernebb stílust alakított ki, mint mestere, és a perspektíva megjelenítésében is jobb volt, bár frissességben és lélektani ábrázolásban lemaradt Hilliard mögött.

## Emlékezete
Nicholas Hilliard tiszteletére a miniatúrafestők róla nevezték el újonnan alapított társaságukat 1982-ben az Egyesült Királyságban: Hilliard Society of Miniaturists.

## Képgaléria

### Miniatúrák

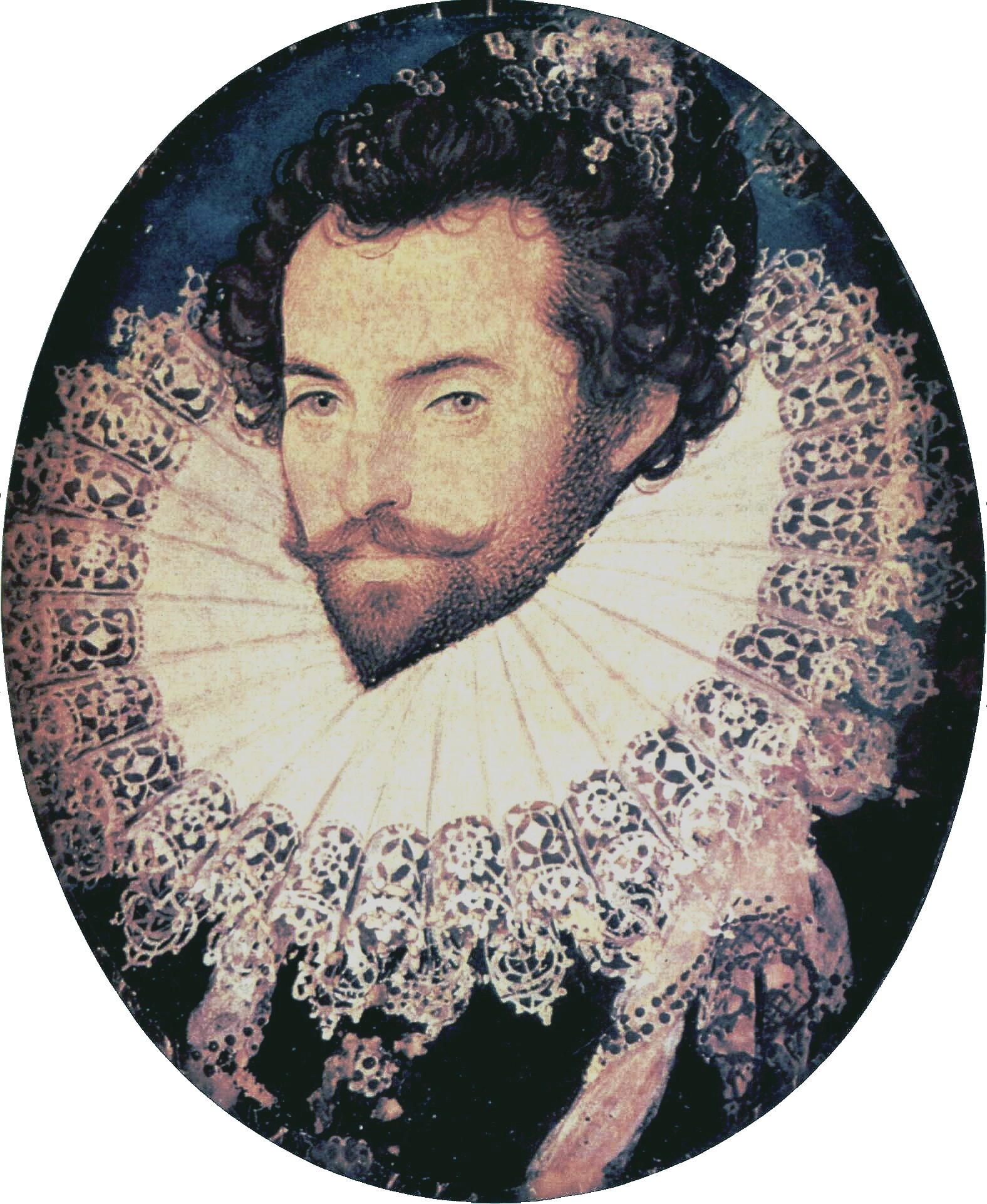
Sir Walter Raleigh, 1585
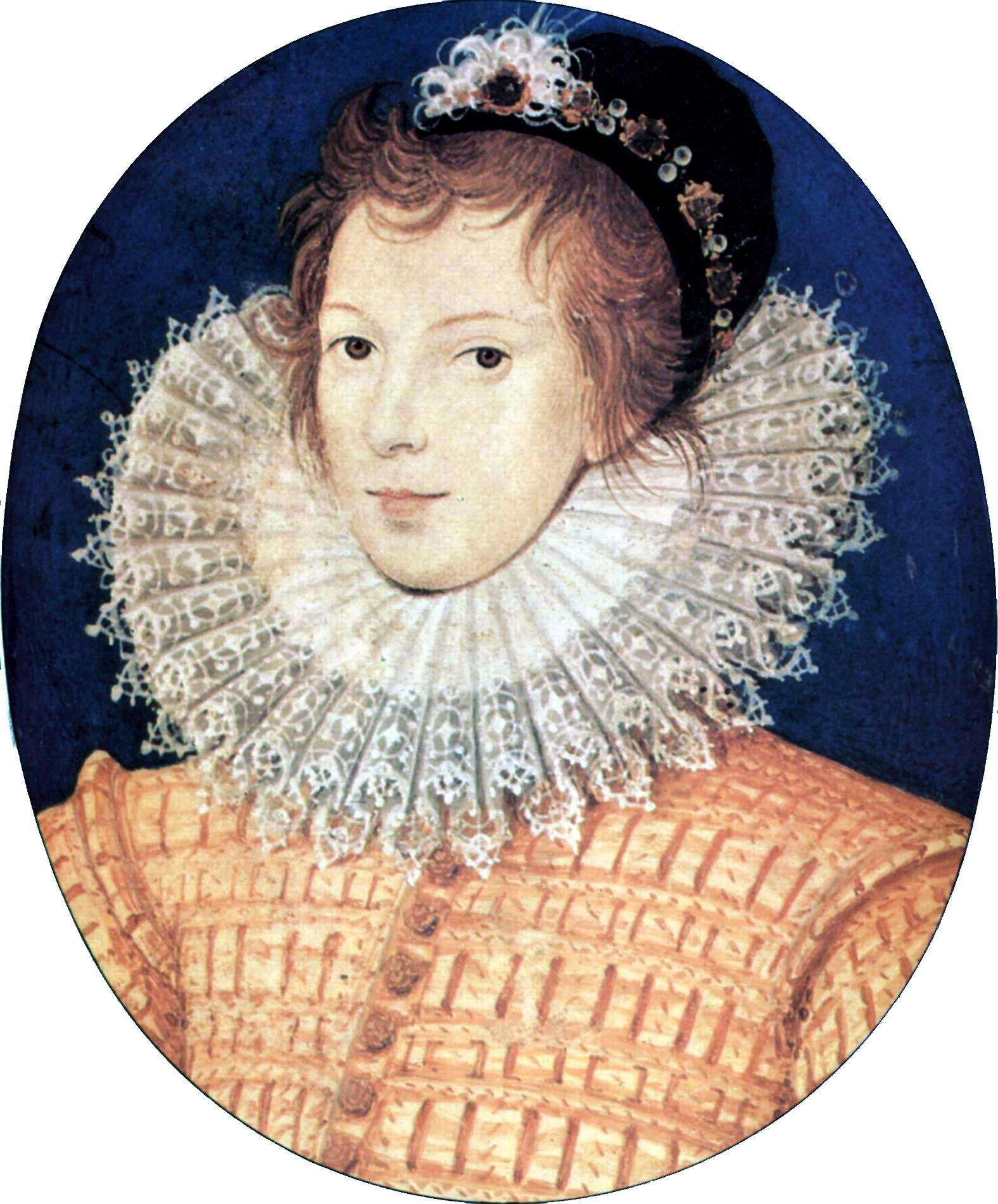
Ismeretlen nő, 1585, V&A Museum
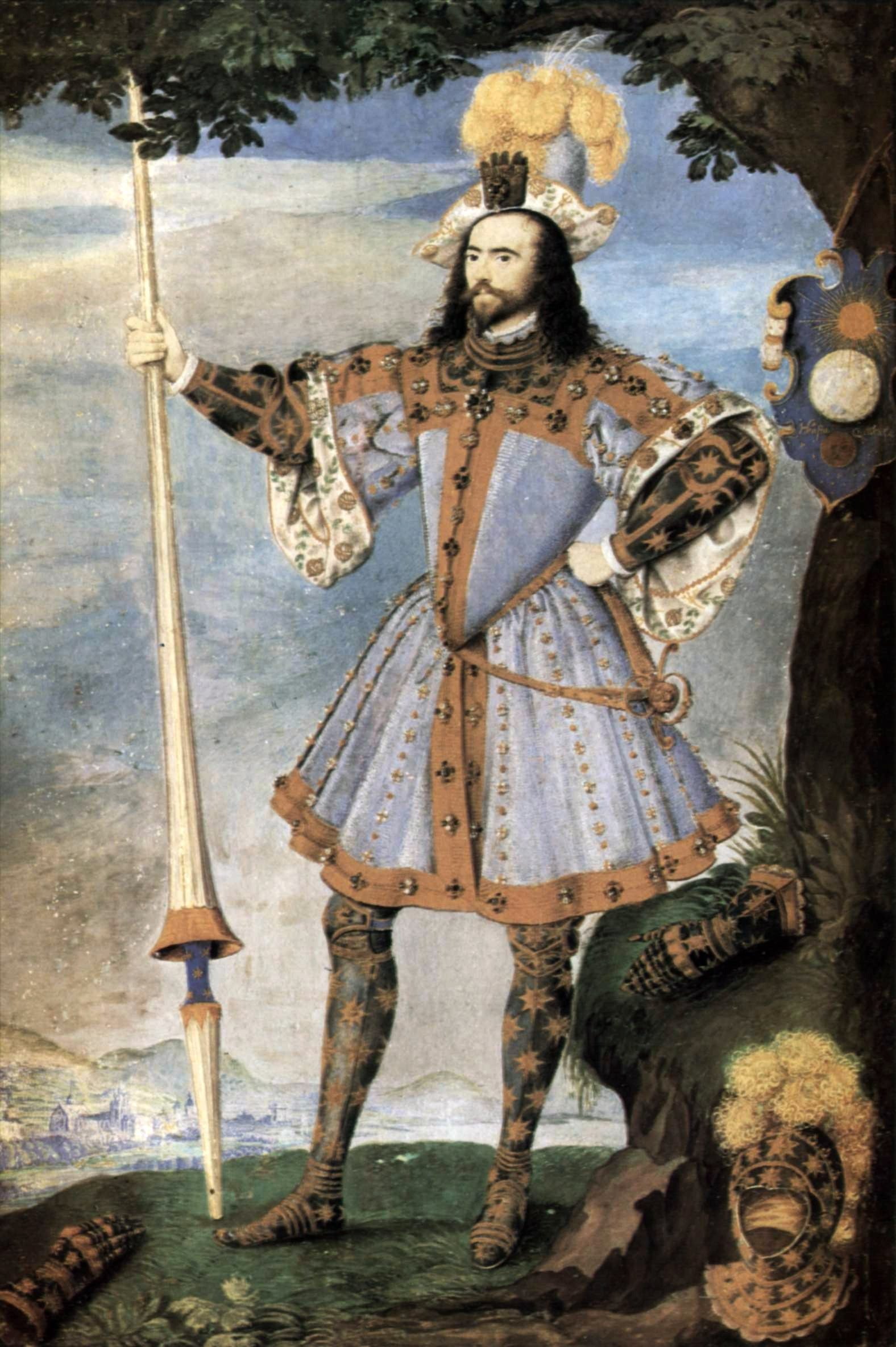
George Clifford, Cumberland grófja
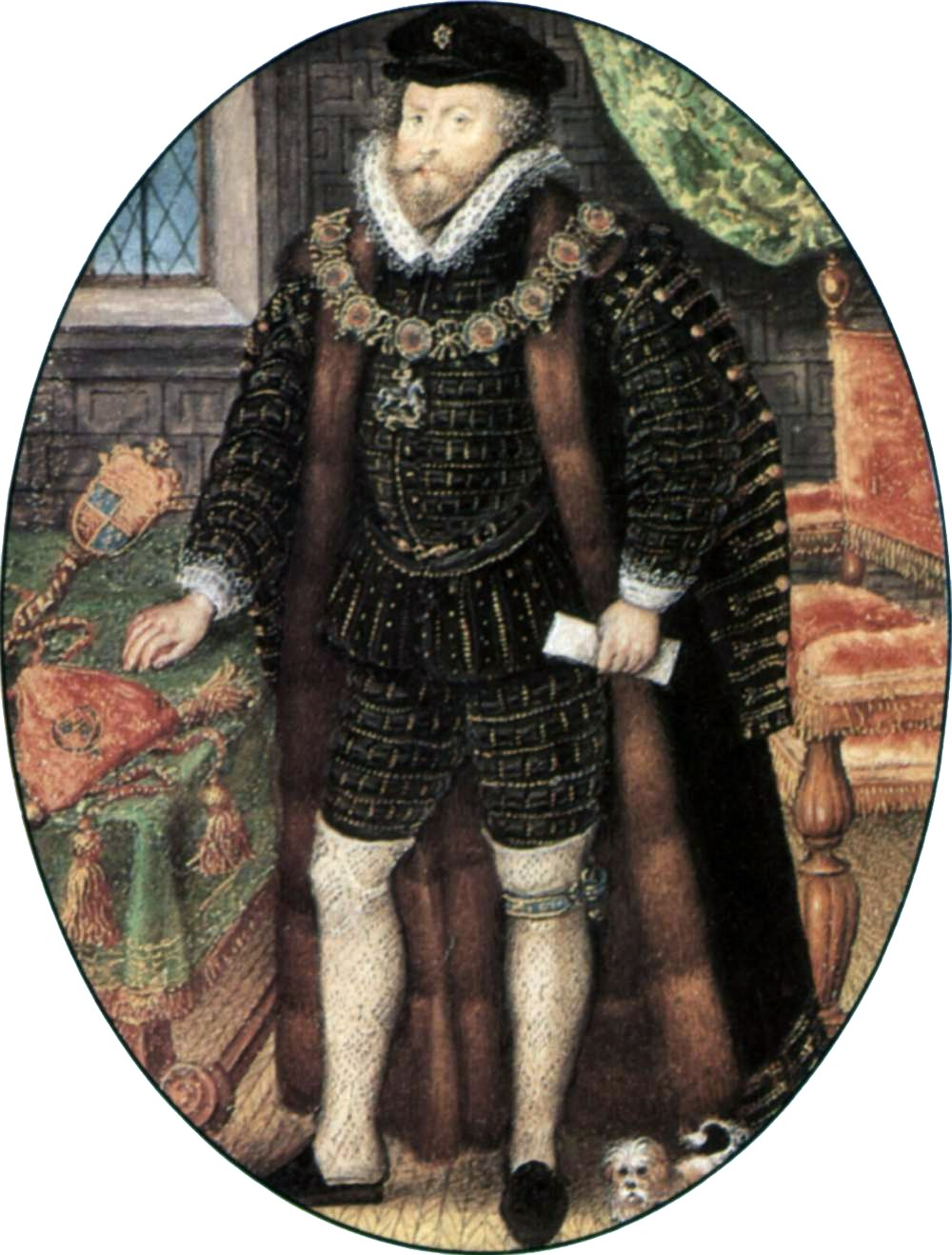
Christopher Hatton, 1589 körül
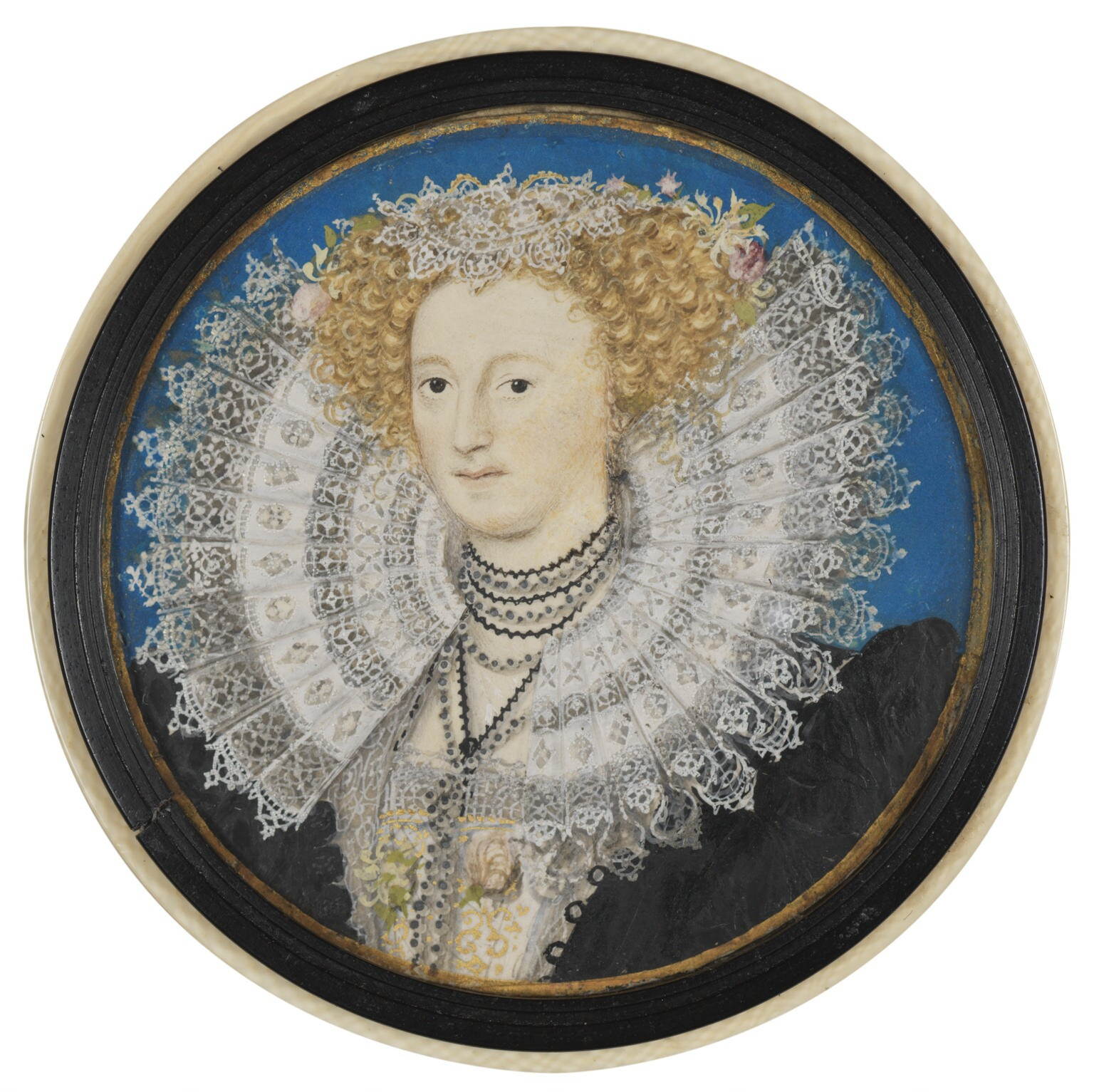
Mary Sidney, Pembroke grófnője, 1590 körül
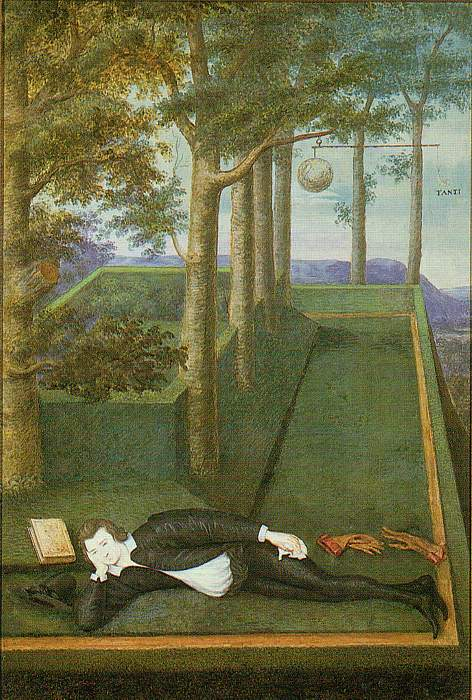
Henry Percy, Northumberland 9. grófja, a „Mágusgróf”, 1590–95
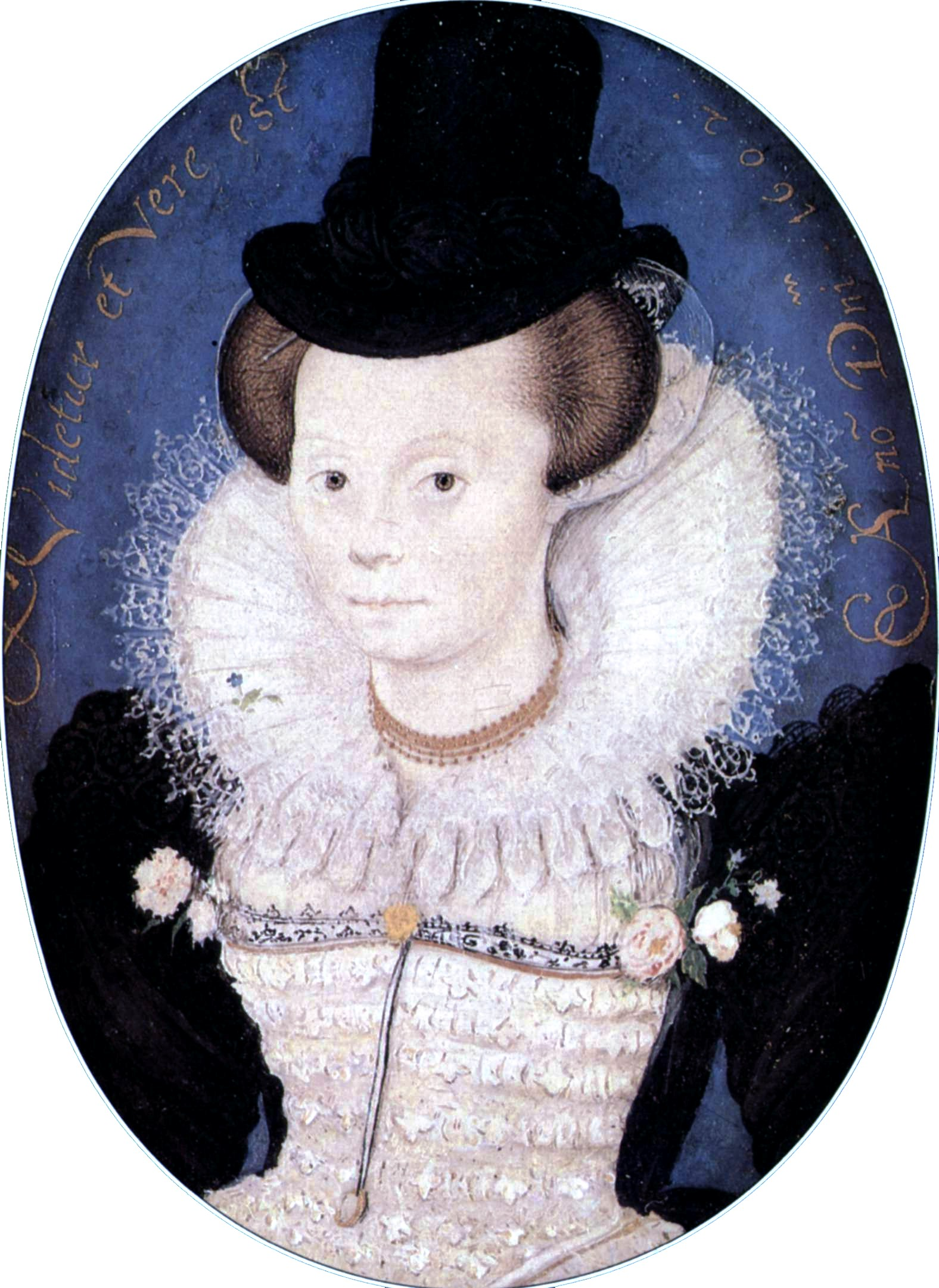
Ismeretlen nő, 1602, V&A Museum
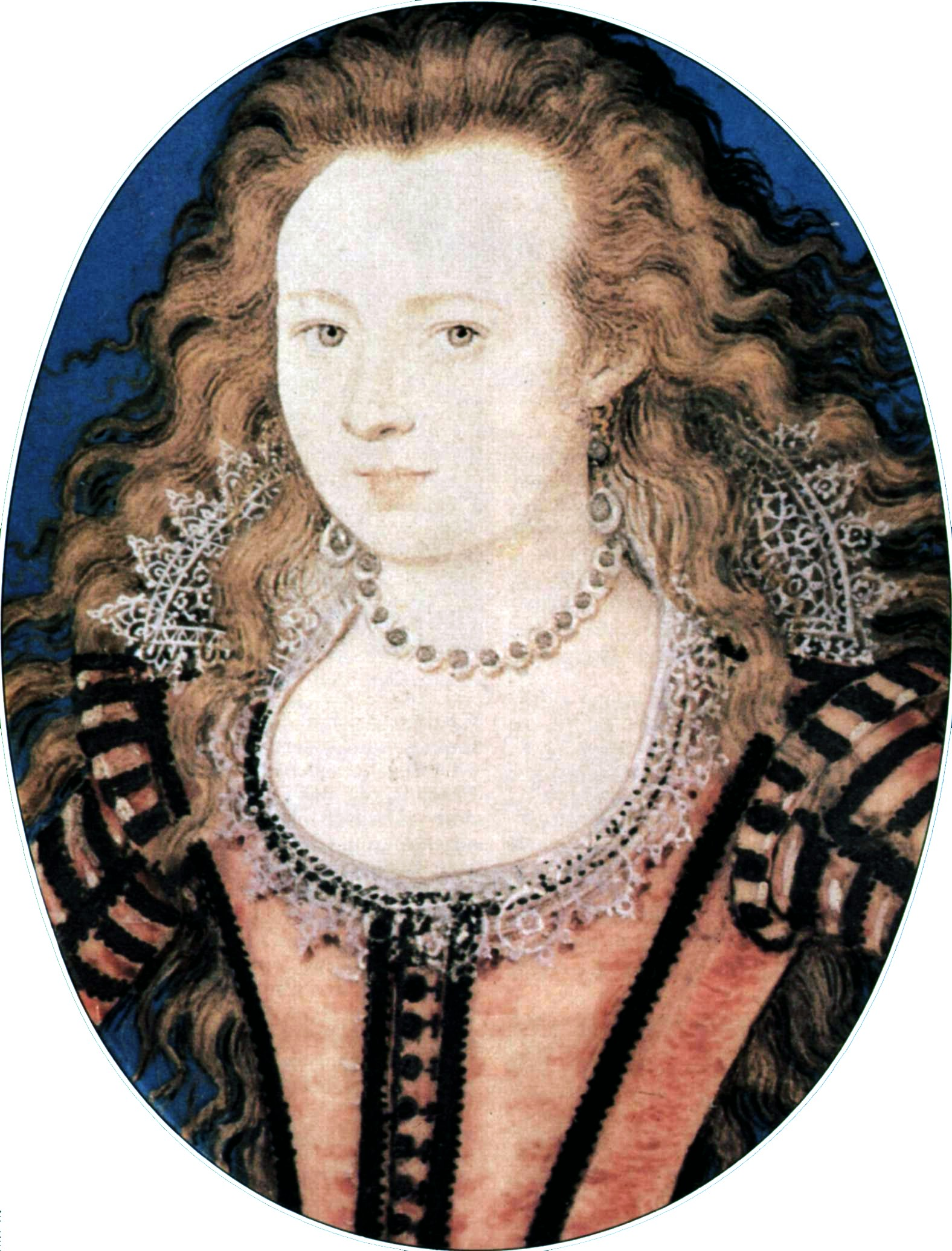
Erzsébet cseh királyné, I. Jakab lánya, 1605–10

### Rajz, pecsét és illusztrációk
Hilliard rajzai ritkaságok.

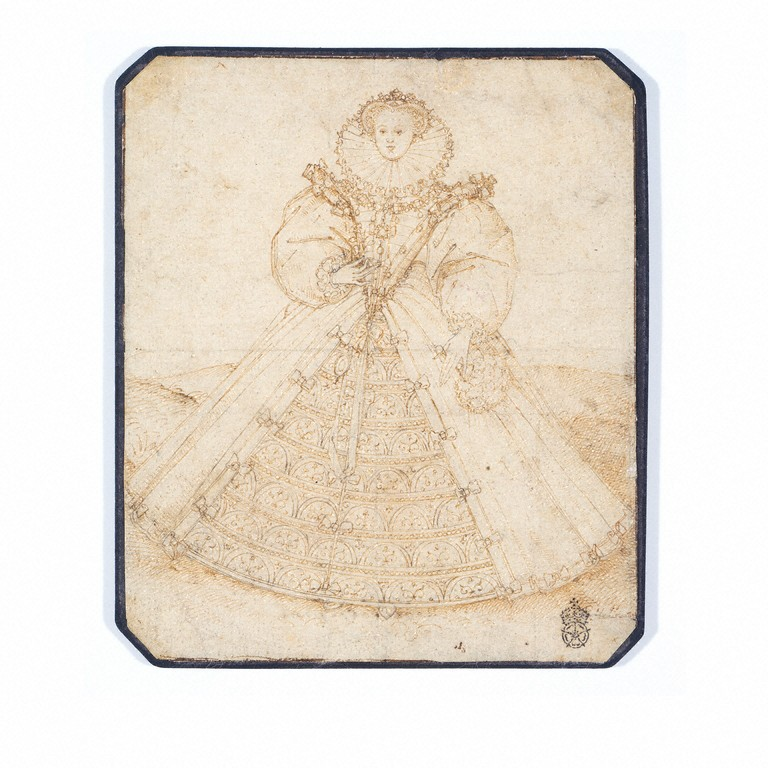
Írország Nagy Pecsétjének meg nem valósított terve. Rajz 1584 körül, V&A Museum
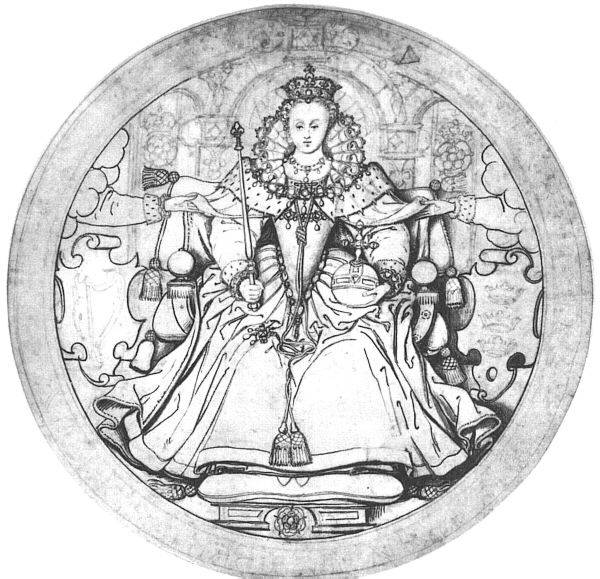
Írország Nagy Pecsétje (1584)
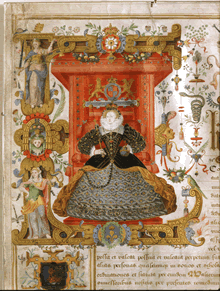
Az Emmanuel College ([[Cambridge (Cambridgeshire)|]]) kartája
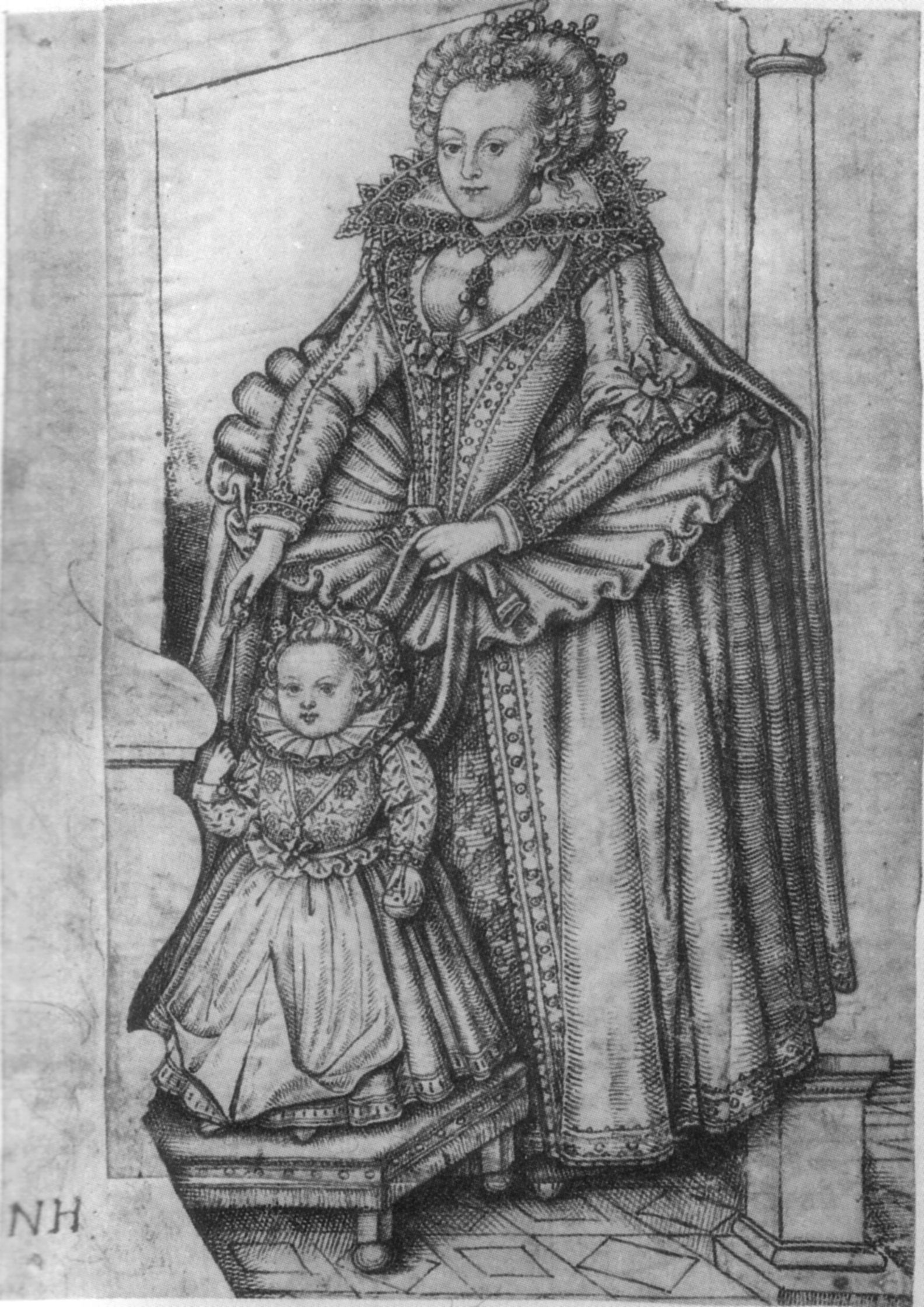
Erzsébet cseh királyné és fia, Frigyes Henrik, rajz, feltehetően egy metszet terve

## Jegyzetek

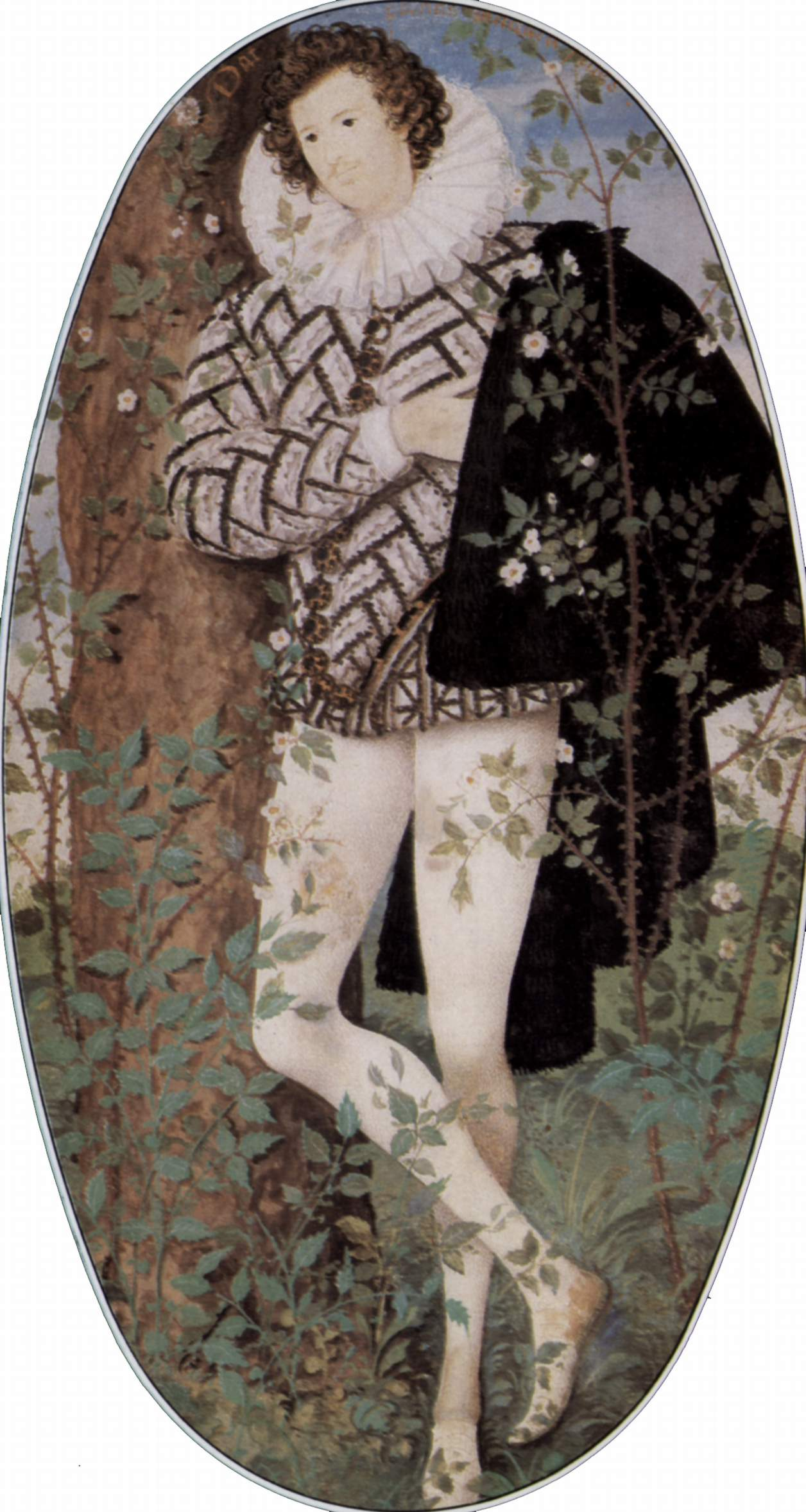
Ifjú férfi vadrózsák közt (1588)

## Angol nyelvű irodalom
- Edmond, Mary Hilliard and Oliver: The Lives and Works of Two Great Miniaturists, London, Robert Hale, 1983
- Hearn, Karen, ed. Dynasties: Painting in Tudor and Jacobean England 1530-1630. New York, Rizzoli, 1995 ISBN 0-8478-1940-X
- Kinney, Arthur F.: Nicholas Hilliard's "Art of Limning", Northeastern University Press, 1983 ISBN 0-930350-31-6
- Reynolds, Graham: Nicholas Hilliard & Isaac Oliver, Her Majesty's Stationery Office, 1971
- Strong, Roy: Nicholas Hilliard, London, Michael Joseph Ltd, 1975 ISBN 0-7181-1301-2
- Strong, Roy: Artists of the Tudor Court: The Portrait Miniature Rediscovered 1520-1620, Victoria & Albert Museum exhibit catalogue, 1983 ISBN 0-905209-34-6
- Strong, Roy: Gloriana: The Portraits of Queen Elizabeth I, Thames and Hudson, 1987 ISBN 0-500-25098-7